# Bangladesh nos Jogos Olímpicos de Verão de 1992
Bangladesh competiu nos Jogos Olímpicos de Verão de 1992 em Barcelona, Espanha.

## Resultados por Evento

### Atletismo
100 m masculino
- Golam Ambia
  - Eliminatórias — 11.06 (→ não avançou, 62º lugar)

Revezamento 4x100 m masculino
- Golam Ambia, Mehdi Hasan, Shahanuddin Choudhury e Shah Jalal
  - Eliminatórias — 42.18 (→ não avançou, 22º lugar)